# 平城山羊牧場
平城山羊牧場（韓語：평성산양목장）位於朝鮮民主主義人民共和國的平安南道之道府平城市裡的大鳳山之山腳，它建築於2001年8月，擁有佔地高達12,000平方公呎的現代化廠房及1,700公頃的青草牧場，設有山羊奶類品加工廠房、獸醫防疫站、科技知識教育室、各種福利設施和診所，各分場有山羊柵、飼料加工室、住房和職工宿舍。它是一個集生產、生物教育及觀光娛樂於一身的綜合化場地。